# Локате Варезино
Локате Варезино (итал. Locate Varesino) је насеље у Италији у округу Комо, региону Ломбардија.
Према процени из 2011. у насељу је живело 4113 становника. Насеље се налази на надморској висини од 278 м.

## Становништво
Према резултатима пописа становништва 2011. у општини је живело 4.216 становника.
| 1936. | 1951. | 1961. | 1971. | 1981. | 1991. | 2001. | 2011. |
| ----- | ----- | ----- | ----- | ----- | ----- | ----- | ----- |
| 1.704 | 2.142 | 2.654 | 3.172 | 3.215 | 3.685 | 3.960 | 4.216 |